# Champions (1982)
Champions (TV-Titel: Saison der Sieger, Originaltitel: That Championship Season) ist ein US-amerikanisches Filmdrama aus dem Jahr 1982, bei dem Jason Anthony Miller Regie führte. Der Film ist eine Verfilmung von Millers gleichnamigem Theaterstück aus dem Jahr 1973, welches mit dem Pulitzer-Preis ausgezeichnet wurde.

## Handlung
Es sind 25 Jahre vergangen, seit das Basketballteam der Fillmore High School im Jahr 1957 die Pennsylvania State Championship gewonnen hat. Der damalige Coach und vier Spieler kommen regelmäßig zusammen, um den Ruhm ihrer glänzenden Zeit wieder zu erleben.
Als jugendliche Teamkollegen konnten sie auf dem Spielfeld die Spielzüge ihrer Kollegen ohne Versäumnisse erkennen. Als Männer mittleren Alters wird jeder mit seiner eigenen unterschiedlichen Midlife-Crisis konfrontiert. Mit dem Ex-Coach, der die Probleme behandelt, als hätten seine Jungs ein schlechtes Spiel gehabt, beginnt die langjährige Loyalität der Freunde zueinander sich aufzulösen.
George Sitkowski ist Bürgermeister von Scranton und ist in einer heftigen Kampagne zur Wiederwahl beschäftigt. James Daley ist ein überreizter und unterbezahlter Schulleiter, während sein Bruder, Tom, ein Landstreicher mit einem ernsthaften Alkoholproblem ist. Phil Romano ist der Reichste unter ihnen. Er begeht oftmals Rechtsbeugung und verrät sogar einen Freund, um seinen eigenen Bedürfnisse zu frönen. George braucht aber dringend seine Unterstützung.
Die beabsichtigte feierliche Natur dieser Reunion ist schnell vergangen. Verschiedene Streitigkeiten entstehen unter den vier alten Teamkollegen, die schnell aneinander prallen. Die Engstirnigkeit des Coachs und seine egoistische Missachtung von Fair Play kommen wieder hoch und das Fehlen des Starspielers der damaligen Mannschaft, der den Coach hasst, betont noch die Sinnlosigkeit und Leere dieser Versammlung.

## Auszeichnungen
Der Schauspieler Bruce Dern wurde bei den Internationalen Filmfestspielen Berlin 1983 für seine Darstellung mit dem Silbernen Bären ausgezeichnet. Regisseur Miller erhielt eine Nominierung für den Goldenen Bären.

## Kritik
Der Film erhielt bei Rotten Tomatoes von 60 % der Kritiker eine positive Einschätzung. Die durchschnittliche Bewertung beträgt 6,2 von 10 Punkten.
Der filmdienst urteilte, dass der Film „[d]ramaturgisch etwas ungelenk“ sei, aber mit „mit sehenswerten Schauspielerleistungen“ aufwarte.